# Топонимия Калининградской области
Топонимия Калининградской области — совокупность географических названий, включающая наименования природных и культурных объектов на территории Калининградской области.
Топонимия региона обладает значительной спецификой в силу исторических обстоятельств: на протяжении столетий регион входил в состав Пруссии и вошёл в состав РСФСР лишь после Второй мировой войны, в соответствии с соглашением Большой тройки — руководителей стран антигитлеровской коалиции. 7 апреля 1946 года Указом Президиума Верховного Совета СССР была образована Кёнигсбергская область в составе РСФСР. После включения региона в состав СССР, топонимия области подверглась «советизации» и в большей степени «русификации». 4 июля 1946 года Указом Президиума Верховного Совета СССР Кёнигсбергская область была переименована в Калининградскую область, город Кёнигсберг — в Калининград. С 1946 года наименование региона не менялось. В 1945—1946 годах населённые пункты области, носившие немецкие названия, были переименованы либо в «нейтральные» русскоязычные, как Мозырь, Шепетовка, Маломожайское, Каширское и т. д., либо в «идеологически окрашенные» — Багратионовск, Нестеров, Кутузово и т. д. По подсчетам специалистов в области в указанный период было произведено 2497 переименований ойконимов.
По оценке В. А. Жучкевича, в топонимии области представлено несколько пластов. Древнейшим является балтийский пласт, на юге области, возможно, славянский, верхним — немецкий, усвоивший значительную часть предыдущих. Гидронимия региона, по-видимому, имеет балтийское происхождение, некоторые названия сохранились с догерманских времён, претерпев соответствующую трансформацию и фонетические изменения: Преголя (ранее — «Прегель»), Шешупе, Писса, Инструч (немецкое «Инстер»), Мазурский  канал, Анграпа (бывшая «Ангарап»), Куршская коса (бывшая «Куриш-нерунг») и т. д.

## Структура и состав топонимии
По состоянию на 15 декабря 2022 года, в Государственном каталоге географических названий РФ в Калининградской области зарегистрировано 2056 географических названий, в том числе 1097 названий населённых пунктов. Ниже приводятся списки наиболее значимых природных объектов и крупнейших населённых пунктов края с характеристиками их этимологии.

### Гидронимы

#### Реки
- Неман (бел. Нёман, лит. Nemunas — Нямунас[6], нем. Memel) — об этимологии гидронима существует множество гипотез. А. Погодин и Т. Лер-Сплавинский полагали, что гидроним возник из финского niemi «ряд холмов, мыс»[7], с чем был не согласен М.Фасмер[8]. К. Буга считал, что название гибридное — от балтийской основы мун в сочетании со славянским отрицанием не, при этом в процессе ассимиляции мун превратилось в ман. В. А. Жучкевич полагал, что основа мун — финская[7]. А. А. Кочубинский выводил гидроним из жмудского naminis «домашний, наша река»[7].
- Шешупе (лит. Šešupė(пол. Szeszupa) — сохранила в почти неизменном виде немецкое название нем. Scheschuppe (Шешу̀ппе), название означает «темная река».
- Преголя (прусск. Preigara, Preigile, нем. Pregel) — прусское название Pregel (от «preigillis» — «в нижней части») впервые появилось в 1302 году, но есть сведения, что Клавдий Птолемей упоминает в своих трудах реку Хронос, отождествляемую с Преголей[9][10]. Во времена готов её именовали «Скара». В XIII веке реку также называли «Липса» или «Липца» — «Липовая река». По оценке немецкого лингвиста А.Преусса[нем.], название Pregel происходит от более ранних вариантов Pregolla и Prigora (то есть «у горы») и связано с тем, что исток Преголи находится на горе[11].
- Лава (пол. Łyna Лы́на, устар. нем. Alle А́лле, прусск. Alna) — старое прусское название «Ална» восходит к индоевропейскому корню «el-l, ol-» («течь»).
- Анграпа (нем. Angerapp, пол. Węgorapa) — название имеет древнепрусское происхождение, от слов anguris — угорь и app — река[12].
- Писса (нем. Pissa[13], также нем. Roßbach) — от прусского pisa/pissa: «болото, где растут только маленькие березы и ели», «сломанный лес».
- Инструч ((нем. Inster) — древнейшее название реки — Instrut/Instrud, об этимологии которого идут дискуссии. Возможные значения — «устье, впадение»[14].
- Светлогорка — обстоятельства номинации не установлены.
- Алейка — обстоятельства номинации не установлены.

#### Озёра
- Виштынецкое озеро (Вишти́тис[15][16], лит. Vištytis[17], нем. Wystiter See, устар. Вишкитис[18], Вишкитер зее[18]), имеет неофициальное название «Европейский Байкал».
- Голубые озёра — группа озёр, самое крупное — озеро Форелевое, обстоятельства номинации неизвестны.
- Красное озеро — польское название — озеро Го́лдап (пол. Jezioro Gołdap), обстоятельства номинации неизвестны.

#### Болота
- Большое болото (Черняховский район) — обстоятельства номинации не установлены.
- Большое Моховое болото — обстоятельства номинации не установлены.
- Козье (болото) — обстоятельства номинации не установлены.
- Мичуринское болото (другое название — Каба́нье болото) — названо в честь И. В. Мичурина[19].
- Целау (также Большо́е Пра́вдинское[20], урочище Озёрский Заповедник[21]) — топоним «Целау» произошёл от литовского слова Salawa — «остров»[20].

### Ойконимы
- Багратионовск	(прежнее название — Прёйсиш-Эйлау)
- Балтийск (прежнее название — Пиллау)
- Гвардейск (прежнее название — Тапиау)
- Гурьевск (прежнее название — Нойхаузен)
- Гусев	(прежнее название — Гумбиннен)
- Зеленоградск (прежнее название — Кранц)
- Калининград (прежнее название — Кёнигсберг)
- Краснознаменск (прежнее название — Лазденен)
- Ладушкин (прежнее название — Людвигсорт)
- Мамоново (прежнее название — Хайлигенбайль)
- Неман	(прежнее название — Рагнит)
- Нестеров (прежнее название — Шталлупёнен)
- Озёрск (прежнее название — Даркемен)
- Пионерский (прежнее название — Нойкурен)
- Полесск (прежнее название — Лабиау)
- Правдинск	(прежнее название — Фридланд)
- Приморск	(прежнее название — Фишхаузен)
- Светлогорск (прежнее название — Раушен)
- Светлый (прежнее название — Циммербуде)
- Славск (прежнее название — Хайнрихсвальде)
- Советск (прежнее название — Тильзит)
- Черняховск (прежнее название — Инстербург)